# James Yorke Scarlett

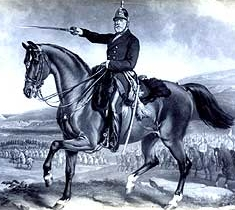
James Yorke Scarlett

Hon. Sir James Yorke Scarlett GCB (* 1. Februar 1799; † 6. Dezember 1871) war ein britischer General und Teilnehmer des Krimkrieges.

## Leben
Scarlett war der zweite Sohn des James Scarlett, 1. Baron Abinger, aus dessen erster Ehe mit Louise Henrietta Campbell. Er trat 1818 in die British Army ein. 1836 bis 1841 war er für die Conservative Party Mitglied des Unterhauses. 1840 wurde Scarlett Kommandeur der 5th Dragoon Guards. Scarlett nahm mit seinem Regiment am Krimkrieg teil. Dabei führte er das Kommando über die Schwere Brigade, die Teil der Kavalleriedivision von George Bingham, 3. Earl of Lucan war.
Im Alter von 55 Jahren erlebte Scarlett seine erste Schlacht, die Schlacht bei Balaklawa. Diese erlangte Berühmtheit durch zwei in den britischen Sprachgebrauch eingegangene Ereignisse, The Thin Red Line und die Attacke der Leichten Brigade. Scarlett führte die weniger bekannte Attacke der Schweren Brigade. Diese hatte jedoch, im Vergleich zur Attacke der Leichten Brigade, entscheidenden Anteil am Ausgang der Schlacht. Scarlett griff mit 800 Mann ca. 3.000 Russen an. Das ganze Gefecht dauerte nicht länger als zehn Minuten. Scarlett selbst ist fünf Mal verletzt worden, sein Adjutant sogar vierzehn Mal. Trotzdem gab es kaum Tote in diesem Gefecht. Der britische Oberbefehlshaber Fitzroy Somerset, 1. Baron Raglan, der das Ganze beobachten konnte, schickte eine knappe Nachricht: „Gut gemacht, Scarlett“. 
Scarlett wurde für die erfolgreiche Attacke zum Major-General befördert und zum Knight Commander des Order of the Bath ernannt. Nach einem kurzen Aufenthalt in der Heimat kehrte er als Brevet-Lieutenant-General auf die Krim zurück, um das Kommando über die gesamte britische Kavallerie zu übernehmen.
Nach dem Ende des Krimkrieges kommandierte er die Kavallerie in Aldershot bis 1860. 1858 erhielt er, für seine Verdienste im Krimkrieg, den osmanischen Mecidiye-Orden II. Klasse. 1860 bis 1865 war er Adjutant-general der Armee und wurde danach Befehlshaber der Garnison Aldershot, des größten Truppenlagers der British Army. Dieses Kommando hatte er bis zu seiner Entlassung aus der Armee 1870 inne. Er verstarb im folgenden Jahr. Von 1860 bis zu seinem Tod amtierte Scarlett als Colonel of the Regiment der 5th Dragoon Guards. 1869 war er zum Knight Grand Cross des Order of the Bath erhoben worden.

## Rezeption
Alfred Tennyson hatte 1854 sein berühmtes Gedicht The Charge of the Light Brigade veröffentlicht. 1882 schrieb er The Charge of the Heavy Brigade über Scarletts Angriff bei Balaklawa.